# مرغ‌های مهاجم
مرغ‌های مهاجم (به انگلیسی: Chicken Invaders) نام مجموعه بازی‌های رایانه‌ای است که توسط استودیوی اینتراکشن برای اندروید، ویندوز، مک اواس ده و لینوکس منتشر شده‌است. تاکنون پنج نسخه اصلی از این بازی به علاوه یک نسخه اسپین‌آف عرضه شده‌ است.

تصویری از بازی (نسخه سوم)

همان‌طور که از نام آن پیداست، در این بازی مرغ‌ها به جهان حمله کرده‌اند و قصد تصرف آن را دارند و وظیفه بازیکن، از بین بردن این مرغ‌هاست. این بازی به نوعی نقیضه‌ای از فیلم‌های جنگ ستارگان و پیشتازان فضا به حساب می‌آید.

## نسخه‌های عرضه شده
1. مرغ‌های مهاجم
2. مرغ‌های مهاجم ۲: خیزش بعدی
3. مرغ‌های مهاجم ۳: انتقام زرده تخم مرغ
4. مرغ‌های مهاجم ۴: املت نهایی
5. مرغ‌های مهاجم ۵: قدقد از نیمه تاریک
6. دنیای مرغ‌های مهاجم